# Bizen, Okayama
Bizen (備前市 Bizen-shi) là một thành phố thuộc tỉnh Okayama, Nhật Bản.